# Jafar Irismetov
Jafar Irismetov (RSS de Uzbekistán, Unión Soviética, 23 de agosto de 1976) es un futbolista uzbeko. Juega de delantero y su equipo actual es el Navbahor Namangan de la Liga de fútbol de Uzbekistán. 

## Selección nacional
Ha sido internacional con la Selección de fútbol de Uzbekistán en 36 ocasiones y ha marcado 18 goles entre 1997 y 2007.

## Clubes
| Club                         | País        | Año       |
| ---------------------------- | ----------- | --------- |
| Politotdel Tashkent          | Uzbekistán  | 1993-1995 |
| Dustlik Tashkent             | Uzbekistán  | 1996-1997 |
| Panathinaikos FC             | Grecia      | 1998      |
| Dustlik Tashkent             | Uzbekistán  | 1998      |
| FC Chernomorets Novorossiysk | Rusia       | 1999      |
| FK Samarqand-Dinamo          | Uzbekistán  | 1999      |
| Dustlik Tashkent             | Uzbekistán  | 2000      |
| FC Spartak de Moscú          | Rusia       | 2001      |
| FC Slavia-Mozyr              | Bielorrusia | 2001      |
| FC Anzhi Majachkalá          | Rusia       | 2002      |
| Pakhtakor Tashkent FC        | Uzbekistán  | 2003      |
| FC Kryvbas                   | Ucrania     | 2003      |
| FC Kairat                    | Kazajistán  | 2004-2005 |
| FC Almaty                    | Kazajistán  | 2006-2007 |
| FC Aktobe                    | Kazajistán  | 2008      |
| FC Almaty                    | Kazajistán  | 2008      |
| Liaoning Whowin FC           | China       | 2009-2010 |
| FK Samarqand-Dinamo          | Uzbekistán  | 2010      |
| FC Shurtan Guzar             | Uzbekistán  | 2011      |
| Qizilqum Zarafshon           | Uzbekistán  | 2011      |
| Navbahor Namangan            | Uzbekistán  | 2012      |

## Palmarés

### Campeonatos nacionales
| Título                       | Club             | País       | Año  |
| ---------------------------- | ---------------- | ---------- | ---- |
| Liga de fútbol de Uzbekistán | Dustlik Tashkent | Uzbekistán | 2000 |
| Copa de Uzbekistán           | Dustlik Tashkent | Uzbekistán | 2000 |
| Super Liga de Kazajistán     | FC Kairat        | Kazajistán | 2004 |
| Copa de Kazajistán           | FC Almaty        | Kazajistán | 2006 |
| China League One             | Liaoning FC      | China      | 2009 |